# Linje 9A
Linje 9A var en buslinje i København, der kørte mellem Glostrup st. og Kongens Enghave, Valbyparken. Linjen var en del af Movias A-busnet og var udliciteret til Umove, der drev den fra sit garageanlæg i Glostrup. Med ca. 4,3 mio. passagerer i 2023 var den en af de mest benyttede af Movias buslinjer. Linjen betjente blandt andet Glostrup, Rødovre, Vanløse, Frederiksberg, Vesterbro og Kongens Enghave.
Linjen blev oprettet mellem Glostrup st. og Operaen på Holmen 24. marts 2013. Den erstattede dele af linje 13, 14, 15, 66, 85N og 123. Senere samme år blev den omlagt via Flintholm st. og i 2014 på Slotsholmen. I 2017 blev den omlagt på Holmen til Refshaleøen. I forbindelse med åbningen af Cityringen i 2019 blev den omlagt til at køre til Valbyparken i stedet for til Refshaleøen. Desuden blev den omlagt ad Rødovre Parkvej i stedet for Tårnvej.
Linje 9A blev nedlagt 20. oktober 2024, hvor den blev erstattet af en ny linje 19 med samme linjeføring men med en lavere frekvens i dagtimerne.

## Historie
Linje 9A blev oprettet 24. marts 2013 med en linjeføring fra Glostrup st. via Rødovre Centrum, Vanløse st. og Københavns Hovedbanegård til Operaen på Holmen. Mellem Glostrup og Vanløse erstattede den linje 13, der omlagdes, mellem Vanløse og Hovedbanegården linje 14 og 15, der omlagdes hhv. nedlagdes, og mellem Hovedbanegården og Operaen linje 66, der omlagdes. Desuden overtog den linje 66's ekstrakørsel mellem Hovedbanegården og Operaen i forbindelse med forestillingerne.
Der var på forhånd betydelige forventninger til den nye linje, der forventedes at få 7 mio. passagerer om året, svarende til 23.000 på en hverdag. Til sammenligning havde linje 1A 9,8 mio. passagerer i 2012 og linje 3A 5,7 mio. Oprettelsen af den nye linje blev i øvrigt markeret i forvejen med en borgmesterstafet med borgmestrene fra Glostrup, Brøndby, Frederiksberg og Københavns Kommuner, der videregav stafetten, når bussen passerede kommunegrænserne. Dagen efter oprettelsen, 25. marts, blev det markeret for almindelige mennesker med et arrangement ved Vanløse st. med deltagelse af en veteranbus fra Sporvejsmuseet Skjoldenæsholm.
Samtidig med oprettelsen af linje 9A blev der også indført drift døgnet rundt på de fleste københavnske A-buslinjer med virkning fra natten mellem 23. og 24. marts. For linje 9A havde det den følge, at de første busser på linjen kom til at køre allerede ved ettiden om natten, hvor de fleste andre linjer først begynder driften om morgenen. Desuden betød det nye tiltag, at linje 9A udover de ovennævnte daglinjer også erstattede natbuslinje 85N mellem Vesterport st. og Vanløse st. Derudover fik Holmen og områderne omkring Jyllingevej nu også betjening om natten. Der kørtes dog kun en gang i timen om natten mellem Ålekistevej og Glostrup st. Om aftenen vendte hveranden afgang desuden ved Rødovre Centrum i stedet for ved Glostrup st.
20. oktober 2013 omlagdes linjen ad Apollovej og Grøndals Parkvej forbi Flintholm st. i stedet for at køre direkte ad Jernbane Allé. Omlægningen var planlagt allerede ved oprettelsen af linjen men måtte afvente en ombygning og udvidelse af busterminalen ved Flintholm st.
I maj 2014 var København vært for Eurovision Song Contest 2014, der fandt sted på Refshaleøen, hvilket fik betydelige følger for linje 9A fra 5. til 10. maj. Normalt blev bustrafikken til Refshaleøen varetaget af linje 40 (nu linje 37) men med en-to afgange i timen ville den på ingen måde kunne håndtere de mange passagerer til og fra prøverne og konkurrencerne. I stedet afkortedes den til Amagerværket, mens linje 9A omlagdes og forlængedes fra Operaen til Refshaleøen, der i øvrigt var blevet omdøbt til Eurovision Island i perioden. I forbindelse med forskellige arrangementer indsattes desuden ekstrakørsel mellem Hovedbanegården og Refshaleøen. I modsætning til de ordinære busser, der kørte via Christians Brygge, foregik ekstrakørslen via Vindebrogade og kun med stop ved Christianshavn st. undervejs.
Operaen var dog stadig i funktion i perioden, og i forbindelse med forestillingerne blev der derfor arrangeret særskilt ekstrakørsel mellem Islands Brygge st. og Operaen. Denne ekstrakørsel var også skiltet som linje 9A, der ellers ikke normalt kommer i nærheden af Islands Brygge st.
14. december 2014 byttede linje 9A linjeføring på Slotsholmen med linje 66, så den i stedet for at køre ad Christians Brygge forbi Den Sorte Diamant kom til at køre ad Vindebrogade og Christiansborg Slotsplads.
9. april 2017 blev linje 9A omlagt fra den hidtidige endestation ved Operaen, så der i stedet fortsattes ligeud ad Danneskiold-Samsøe Allé og Refshalevej til en ny endestation på Refshaleøen. Refshaleøen var som nævnt ovenfor hidtil blevet betjent af linje 37, men den afkortedes i stedet til Amagerværket. Omlægningen betød desuden at Operaen ikke længere havde bus til døren, så her må passagererne i stedet benyttes linje 9A's stoppested på Danneskiold-Samsøe Allé eller havnebus. Ved forestillinger i Operaen kørte der dog stadig ekstra busser mellem Hovedbanegården og Operaen. For at lovliggøre ekstrakørslen blev tre almindelige afgange sidst på aftenen omlagt til Operaen i stedet for Refshaleøen 9. december 2018.
Fra 2015 blev linje 9A gentagne gange omlagt på grund af arbejder på forskellige dele af Gammel Kongevej. Det medførte typisk ensretninger af gaden, så busser den modsatte vej måtte køre ad Vesterbrogade og Frederiksberg Allé i stedet. Fra 4. marts 2019 til 16. maj 2020 Peter Bangs Vej imidlertid også berørt, så busser mod Glostrup st. måtte køre ad Finsensvej i stedet.

### Nyt Bynet
29. september 2019 åbnede Metroselskabet metrostrækningen Cityringen. Det fik blandt andet betydning for linje 9A, der fik berøring med Cityringen ved Hovedbanegården og den nye Gammel Strand Station. Mange andre linjer blev også berørt, så derfor ændrede Movia det københavnske busnet 13. oktober 2019 til det, de kaldte for Nyt Bynet. Grundlaget for ændringerne blev skabt i forbindelse med udarbejdelse af Trafikplan 2016, der blev godkendt af Movias bestyrelse 23. februar 2017. Planerne blev efterfølgende mere konkrete med præsentationen af Nyt Bynet i januar 2018 med enkelte efterfølgende ændringer.
Nyt Bynet medførte at linje 9A kom til at køre hidtil fra Glostrup st. ad Roskildevej men blev omlagt forbi byudviklingsområdet Irmabyen ad Korsdalsvej - Rødovre Parkvej - Rødovrevej til Jyllingevej, hvorfra der fortsattes som hidtil til Gammel Kongevej. Herfra omlagdes linjen ad den hidtil busløse Madvigs Allé forbi den nye Frederiksberg Allé Station og videre ad Kingosgade og Enghavevej til Mozarts Plads og Valbyparken som erstatning for linje 3A der nedlagdes. Det var egentligt meningen, at der skulle køres ad Platanvej og Vesterfælledvej, men Platanvej var spærret, så indtil videre måtte linjen køre ad Kingosgade og Enghavevej i stedet. Betjeningen af Holmen overgik til linje 2A, der omlagdes til Refshaleøen. De dele af Tårnvej og Jyllingevej, som linje 9A ikke længere betjente, blev overtaget af linje 13 og 132 der omlagdes. På den indre del af Gammel Kongevej og over Slotsholmen erstattedes line 9A af linje 31 og i et vist omfang også af linje 26 og 37, der begge omlagdes.
I de første planer fra 2016 var det i øvrigt tanken, at linje 9A i stedet for at køre til Valbyparken skulle køre ad Sjællandsbroen og Ørestads Boulevard til Ørestad st. i stedet for linje 4A. Det blev dog senere droppet, så det i stedet blev en ny linje 18, der kom til at køre den vej.
Den planlagte kørsel ad Platanvej og Vesterfælledvej blev gennemført fra 16. maj 2020, hvor linjen blev omlagt fra Kingosgade og Enghavevej. De sidstnævnte gader var i forvejen blevet betjent af linje 1A som erstatning for linje 3A i forbindelse med indførelsen af Nyt Bynet. Platanvej og Vesterfælledvej havde derimod ikke haft busbetjening hverken før eller efter indførelsen af Nyt Bynet, men sammen med kørslen ad Madvigs Allé kom der nu en ny forbindelse på tværs af Vesterbro mellem Gammel Kongevej og Vigerslev Allé. Desuden blev betjeningen af det nye boligkvarter Carlsberg Byen forbedret.

### Nedlæggelse
I januar 2024 kiggede Movia nærmere på linje 9A. Årsagen var dels et forestående udbud af linjen og dels et ønske om besparelser fra Frederiksberg og Rødovre Kommune. De var nemlig berørt økonomisk af Københavns Kommunes tilpasninger af linje 7A i forbindelse med åbningen af Sydhavnsmetroen senere på året. Det havde godt ikke noget med linje 9A at gøre udover en tilpasning ved den nye Mozarts Plads Station, men den betjente de samme kommuner. For linje 9A gjaldt desuden, at den havde en væsentligt lavere selvfinansieringsgrad og en lavere kapacitetsudnyttelse end de andre københavnske A-buslinjer. Det skyldtes at linjen ikke betjente en transportkorridor men havde mange lokale funktioner, herunder som tilbringer til S-tog og metro. Movia foreslog derfor de i alt fem kommuner linjen betjente at reducere driften fra 7-8 til 10 minutters drift i dagtimerne. Det ville dog betyde, at den kom til at køre sjældnere end det krævede for A-buslinjer, så en vedtagelse ville medføre en nedgradering af linjen til almindelig bybuslinje. Den skulle dog fortsat køre om natten også.
Forslaget blev vedtaget af de fem berørte kommuner, i København således af Borgerrepræsentationen 18. april 2024. Ændringen blev gennemført 20. oktober 2024, hvor linje 9A blev erstattet af en ny linje 19 med samme linjeføring mellem Glostrup st. og Valbyparken. Frekvensen blev dog som nævnt lavere i dagtimerne. Der var stadig natdrift, men de afgange, der endte ved Rødovre Centrum om aftenen, afkortedes til Ålekistevej.

## Linjeføring
Linje 9A kørte mellem Glostrup st. og Kongens Enghave, Valbyparken. I Glostrup havde linjen endestation i en busterminal mellem stationen og Glostrup Shoppingcenter. Herfra kørtes ad Banegårdsvej og Hovedvejen, der efter at have passeret under Motorring 3 og over Vestvolden blev til Roskildevej. Der drejedes op ad Korsdalsvej, hvor linjen kom forbi Absalon Camping, Espelundens Idrætsanlæg og byudviklingsområdet Irmabyen. Derefter kørtes ad Rødovre Parkvej, hvor linjen kom forbi Rødovrehallen, Rødovre Rådhus og Rødovre Centrum, hvor hver anden bus havde endestation i aftentimerne. Linjen fortsattes ad Rødovrevej og Jyllingevej forbi Jyllingevej st. til Jernbane Allé, som der fortsattes ad til Vanløse st. og indkøbscentret Kronen. Herfra fortsattes ad Vanløse Allé, Apollovej og Grøndals Parkvej til Flintholm st. Her var der anlagt en busterminal med en øperron langs vejen, hvilket betød at busser mod Valbyparken måtte dreje ind i terminalen og derefter ud på vejen igen, mens dem mod Glostrup kunne blive ude på vejen.
Efter Flintholm st. fortsattes ad Grøndals Parkvej og Sønderjyllands Allé forbi Frederiksberg Stadion, før det gik indad mod byen ad Peter Bangs Vej forbi Peter Bangs Vej st., pladsen Sløjfen og Diakonissestiftelsen. Ved krydset med Nordre Fasanvej skiftede gadenavnet til Smallegade, der bragte linjen videre til Frederiksberg Rådhus. Herefter gik det videre ad Gammel Kongevej og om ad Madvigs Allé til Frederiksberg Allé Station. Derefter fortsatte linjen ad Platanvej og Vesterfælledvej forbi kvartererne Humlebyen og Carlsberg Byen til Carlsberg st. Efter et kort stykke ad Vigerslev Allé forbi Vestre Fængsel fortsatte linjen ad Enghavevej langs med jernbaneterrænet på Vesterbro. Nær enden af vejen kørte linjen under Sydhavn st. og kort efter drejes om ad Borgbjergsvej til Mozarts Plads i kvarteret Musikbyen. Herfra kørtes ad Mozartsvej før det sidste stykke ad Hammelstrupvej til endestationen, hvor der vendtes i en rundkørsel ved indgangen til Valbyparken.

## Fakta
- Linjeføring
  - Glostrup st. - Banegårdsvej - Hovedvejen - Roskildevej - Korsdalsvej -Rødovre Parkvej - Rødovrevej - Jyllingevej - Jernbane Allé - Vanløse Alle - Apollovej - Grøndals Parkvej - Flintholm st. - Grøndals Parkvej - Finsensvej - Sønderjyllands Allé - Peter Bangs Vej - Smallegade - Gammel Kongevej - Madvigs Allé - Frederiksberg Allé st. - Kingosgade - Enghavevej - Sydhavn st. - Borgbjergsvej - Mozarts Plads - Mozartsvej - Hammelstrupvej - Kongens Enghave, Valbyparken[36]

- Overordnede linjevarianter
  - Glostrup st. - Kongens Enghave, Valbyparken[36]
  - Rødovre Centrum - Kongens Enghave, Valbyparken (kun aften)[36]
  - Vanløse, Ålekistevej - Kongens Enghave, Valbyparken (kun nat)[36]

- Vigtige knudepunkter
  - Glostrup st., Rødovre Centrum, Jyllingevej st., Vanløse st., Flintholm st., Peter Bangs Vej st., Søndre Fasanvej, Frederiksberg Rådhus, Frederiksberg Allé st., Sydhavn st., Mozarts Plads st.

- Materiel
  - 22 VDL Citea LLE 120, garageret hos Umove, Glostrup.[37]

| Entreprenør | Entreprenør                   |
| Fra         | Entreprenør, anlæg            |
| ----------- | ----------------------------- |
| 24-03-2013  | Arriva Skandinavien A/S, Ejby |
| 13-12-2015  | Umove, Glostrup               |

| År          | 2021      | 2022      | 2023      | 2024      |
| ----------- | --------- | --------- | --------- | --------- |
| Passagertal | 3.128.085 | 3.962.375 | 4.320.721 | 3.420.730 |

## Kronologisk oversigt
Nedenfor er der gjort rede for permanente og længerevarende midlertidige ændringer. Der er set bort fra ændringer af få dages varighed og de til tider temmelig omfattende ændringer ved sportsbegivenheder, demonstrationer, statsbesøg og lignende. Før omlægningerne i 2019 var det typisk Christiansborg Slotsplads, der blev berørt ved sådanne lejligheder, så linje 9A måtte en tur om ad Langebro og Amager Boulevard i stedet.
| Rutehistorik                | Rutehistorik |
| Dato/periode                | Ændring |
| --------------------------- | --- |
| 24-03-2013                  | Linje 9A oprettes ad følgende rute: Glostrup st. - Banegårdsvej - Hovedvejen - Roskildevej - Tårnvej - Jyllingevej - Jernbane Allé - Finsensvej - Sønderjyllands Allé - Peter Bangs Vej - Smallegade - Gammel Kongevej - Hammerichsgade - Bernstorffsgade - Hovedbanegården - Kalvebod Brygge - Christians Brygge - Slotsholmsgade - Børsgade - Knippelsbro - Torvegade - Christianshavns Torv - Prinsessegade - Danneskiold-Samsøes Allé - Fabriksmestervej - Operaen. Linjen får natdrift fra starten, så der køres døgnet rundt hele ugen, idet der dog kun køres hver time mellem Glostrup st. og Jyllingevej/Ålekistevej om natten. I aftentimerne betjenes Glostrup st. - Rødovre Centrum kun af hveranden afgang. Endestation ved Rødovre Centrum er på Tårnvej, idet busserne fortsætter uden passagerer ad Tårnvej - Rødager Alle for at vende i rundkørslen ved Brandholms Allé. Linjen erstatter dele af linje 15, der nedlægges, dele af linje 13, 14 og 66, der omlægges og dele af linje 123, der afkortes fra Ålholm Plads til Glostrup st. Linjen kører fra starten hele døgnet og erstatter derved desuden dele af linje 85N, der nedlægges. |
| 24-03-2013 - 12-05-2013     | Omlægges i retning mod Glostrup st. ad Dalgas Boulevard - Finsensvej i stedet for Peter Bangs Vej - Sønderjyllands Alle. Omlægningen skyldes vejarbejde. |
| 24-03-2013 - 29-04-2013     | Omlægges i begge retninger ad fra Bernstorffsgade ad Polititorvet - Puggårdsgade - Hambrosgade til Kalvebod Brygge. Omlægningen skyldes fjernvarmearbejde på Bernstorffsgade. |
| 20-10-2013                  | Omlægges i begge retninger fra Jernbane Alle ad Vanløse Alle - Apollovej - Grøndals Parkvej - Flintholm st. - Grøndals Parkvej til Finsensvej. |
| 21-10-2013 - 21-12-2013     | Afkortes fra Operaen til stoppestedet Fabriksmestervej i tidsrummet kl. 6.30-15.00. Afkortningen skyldes broarbejde. |
| 05-05-2014 - 10-05-2014     | I forbindelse med afholdelsen af Eurovision Song Contest 2014 på Refshaleøen omlægges linjen, så der i stedet for at køres til Operaen køres ad Danneskiolds Samsøes Alle - Kongebrovej - Refshalevej til en endestation på Refshaleøen. I forbindelse med forskellige arrangementer indsættes desuden ekstrakørsel mellem Hovedbanegården og Refshaleøen. Ekstrakørslen har linjeføringen Hovedbanegården - Bernstorffsgade - Tietgensgade - Stormgade - Vindebrogade - Christiansborg Slotsplads - Børsgade - Knippelsbro - Torvegade - Christianshavns Torv - Prinsessegade - Danneskiold-Samsøes Allé - Kongebrovej - Refshalevej - Refshaleøen. Undervejs standses kun ved Christianshavn st. I forbindelse med forestillinger i Operaen arrangeres særskilt ekstrakørsel til og fra dem mellem Islands Brygge st. og Operaen i perioden. Denne ekstrakørslen har linjeføringen Islands Brygge st. - Njalsgade - Amagerfælledvej - Torvegade - Prinsessegade - Danneskiold-Samsøes Allé - Fabriksmestervej - Operaen. |
| 14-12-2014                  | Der byttes linjeføring på Slotsholmen med linje 66, så der fremover køres ad Tietgensgade - Stormgade - Vindebrogade - Christiansborg Slotsplads i begge retninger. |
| 21-09-2015 - 30-11-2015     | Omlægges i retning mod Glostrup st. ad Vesterbrogade - Frederiksberg Allé - Alhambravej. Omlægningen skyldes fjernvarmearbejde på Gammel Kongevej mellem Værnedamsvej og Schønbergsgade. 12. oktober - 23. oktober 2015 omlægges linjen i retning mod Glostrup st. ad Vesterbrogade - Frederiksberg Allé - Allégade og mod Operaen ad Allégade - Frederiksberg Allé - Alhambravej. |
| 04-07-2016 - 06-08-2016     | Omlægges i retning mod Glostrup st. ad Alhambravej - Frederiksberg Allé - Allégade. Omlægningen skyldes asfaltarbejde på Gammel Kongevej med deraf følgende ensretning mellem H.C. Ørsteds Vej og Falkoner Allé. |
| 09-04-2017                  | Omlægges på Holmen så der i stedet for at køres til Operaen køres ad Danneskiold-Samsøe Allé - Refshalevej til ny endestation på Refshaleøen. Ved forestillinger i Operaen køres der ekstrabusser fra Hovedbanegården til Operaen, kun med stop ved Christianshavn st. undervejs. Der kører to busser til Operaen før forestillingerne og retur efter forestillingerne. |
| 31-07-2017 - 11-10-2017     | Omlægges i begge retninger mellem Flintholm st. og Vanløse st. ad Grøndals Parkvej - Jernbane Allé. Omlægningen skyldes lukning af Vanløse Allé og etablering af indkøbscentret Kronen. |
| 01-02-2018 - 11-05-2018     | Omlægges i retning mod Refshaleøen ad Allégade - Frederiksberg Allé - Alhambravej. Omlægningen skyldes vejarbejde på Gammel Kongevej. |
| 22-05-2018 - 20-07-2018     | Omlægges i retning mod Refshaleøen ad Alhambravej - Frederiksberg Allé - Vesterbrogade. Omlægningen skyldes vejarbejde på Gammel Kongevej. |
| 09-12-2018                  | Sidst på aftenen mandag-lørdag kører tre afgange til og fra Operaen i stedet for Refshaleøen. |
| 04-03-2019 - 16-05-2020     | Omlægges i retning mod Glostrup st. ad Nordre Fasanvej - Finsensvej til Jernbane Allé. Fra 14. juli 2019 ændres omlægningen, så der køres ad Nordre Fasanvej - Finsensvej - Dalgas Boulevard til Peter Bangs Vej i retning mod Glostrup st. Omlægningen skyldes skybrudssikring. |
| 10-03-2019 - ca. 26-06-2019 | Omlægges i retning mod Refshaleøen ad Alhambravej - Frederiksberg Allé - Vesterbrogade. Omlægningen skyldes vejarbejde på Gammel Kongevej med deraf følgende ensretning. |
| 13-10-2019                  | I forbindelse med åbningen af Cityringen og etableringen af Nyt Bynet omlægges linjen ad Korsdalsvej - Rødovre Parkvej - Rødovrevej. Den hidtidige kørsel ad Tårnvej og Jyllingevej overtages af linje 13 og 132 der omlægges. Desuden omlægges linjen fra Gammel Kongevej ad Madvigs Allé - Frederiksberg Allé st. - Kingosgade - Enghavevej - Sydhavn st. - Borgbjergsvej -> Mozarts Plads >(/< Sigvald Olsens Gade < Louis Pios Gade <) - Borgmester Christiansens Gade - Ellebjergvej - Stubmøllevej - Hammelstrupvej til ny endestation ved Kongens Enghave, Valbyparken. Omlægningen erstatter en del af linje 3A der nedlægges. Strækningen gennem Indre By erstattes af linje 31 der forlænges, mens strækningen gennem Holmen til Refshaleøen og Operaen overgår til linje 2A der omlægges. |
| 16-05-2020                  | Omlægges ad Platanvej - Vesterfælledvej - Vigerslev Allé som planlagt ved omlægningerne 13. oktober 2019. |
| 18-10-2020 - ca. 15-01-2021 | Omlægges ad Damagervej - Spontinisvej på grund af vejarbejde. |
| 06-12-2021 - 21-02-2021     | Omlægges ad P. Knudsens Gade i retning mod Glostrup st. Omlægningen skyldes vejarbejde. |
| 02-03-2022 - ca. 10-06-2022 | Omlægges ad Rødovrevej - Rødager Allé - Tårnvej i retning mod Glostrup st. Omlægningen skyldes fjernvarmearbejde på den østlige del af Rødovre Parkvej. |
| 22-03-2022 - ca. 17-06-2022 | Omlægges ad Tårnvej - Knud Anchers Vej - Korsdalsvej i retning mod Glostrup st. Omlægningen skyldes fjernvarmearbejde på den vestlige del af Rødovre Parkvej. |
| 14-08-2023 - ca. 04-03-2024 | Omlægges ad Frederiksberg Allé - Kingosgade - Vesterbrogade i retning mod Valbyparken. Omlægningen skyldes ensretning af Platanvej og anlæg af cykelstier. |
| 24-06-2024                  | Omlægges så der køres direkte ad Mozarts Plads - Mozartsvej i stedet for via Ellebjergvej efter åbningen af Mozarts Plads st. |
| 20-10-2024                  | Linje 9A nedlægges og erstattes af en ny linje 19 med samme linjeføring men med lavere frekvens i dagtimerne. Natkørslen opretholdes, men de afgange, der ender ved Rødovre Centrum om aftenen, afkortes til Ålekistevej. |